# قوبالی بالا اوغلان
قوبالی بالا اوغلان (به لاتین: Qubalıbalaoğlan) یک منطقه مسکونی در جمهوری آذربایجان است که در شهرستان حاجی‌قبول واقع شده است. قوبالی بالا اوغلان ۲۸۶۵ نفر جمعیت دارد.